# جون تشيشولم
جون تشيشولم (بالإنجليزية: John Chisholm)‏ هو قسيس نيوزيلندي، ولد في 1901، وتوفي في 24 مايو 1975.